# التنور العلمي
التنور العلمي أو محو الأمية العلمية أو الثقافة العلمية (بالإنجليزية: scientific literacy)‏ يعد مصطلح التنور العلمي من المصطلحات التي تمثل تحديا دائما للنظم التعليمية لقدرتها على تنويع برامجها، وتقويم تلك البرامج بصورة مستمرة لجعلها مسايرة لما يعيشه المجتمع المعاصر من ثورات علمية وتقنية.
ويشكل التراكم المعرفي الناتج عن البحث العلمي واستخدام التقنيات الحديثة منه مشكلة تتعلق بتحديد الجوانب الأكثر والأقل أهمية في جسم المعرفة العلمية.
وعملية التنور العلمي ليست منتهية في حد ذاتها، ولكنها تعني الطموح في حياة أفضل، فهو يرتبط بالطموحات الشخصية والظروف الاجتماعية للفرد. ويرتبط ارتباطا وثيقا أيضا بمفهوم التربية للجميع، ولمدى الحياة. من هنا كان من الأهمية تأصيل المفهوم من حيث بداياته وتطوره تاريخياً في الفكر التربوي المعاصر محلياً وعالمياً مع توضيح عناصره ومكوناته وأهميته.

## بدايات المفهوم
ينبغي أولا إلقاء الضوء على المفهوم وكيف تم التعبير عنه في مراحله الأولى، فقد أشار المفهوم في استعمالاته الأولى إلى القدرة على القراءة والكتابة، فالكلمة الإنجليزية Literacy تعني «نقيض الأمية Illiteracy»، وتشير إلى القدرة على القراءة والكتابة. وفي اللغة العربية تدل كلمة «أمي» على الشخص الذي لم يتمكن من القراءة والكتابة وإجراء عمليات الحساب البسيطة، وذلك في مقابل الشخص غير الأمي الذي تختلف مستويات تعلمه بدءا بتمكن القراءة والكتابة.
وقد ظهرت بعد ذلك عدة مصطلحات لوصف عملية التنور مثل، التنور البصري Visual Literacy، والتنور الثقافي Cultural Literacy، والتنور الكومبيوتري Computer Literacy.
ومع التقدم الهائل في مجالي المعرفة والتكنولوجيا يتطلب من كل شخص يقدر له التعامل مع مجالات الحياة المختلفة (الاجتماعية، الاقتصادية، السياسية…….الخ) أن يلم بقدر ملائم من المعرفة، ويمتلك قدرا مناسبا من المهارات لكي يتمكن من التفاعل الجيد مع المناشط المتنوعة في البيئات المختلفة التي يضطر للتفاعل معها. وتشير «إيفا»Eva إلى أننا لا يمكن أن نعزل عملية التنور عن السياق الثقافي والاقتصادي للمجتمع.
ولقد دار الجدل حول موضوع الشخص الذي يعتبر من عداد المتعلمين فالمعيار السائد في كثير من الدول – ومنها الدول العربية – أن كل شخص يتمكن من القراءة والكتابة بلغته القومية يصف في عداد الأميين، ولكن هل ينظر إليه باعتباره شخصا متعلما ليدخل في فئة المتعلمين؟
والعلم لغويا يحمل معنى المعرفة والدراية وإدراك الشيء على حقيقته، ومعرفة الحقائق المتصلة به، والنسبة إلى العلم (علمي) تعني السير وفق أسلوب العلم بناء على القواعد والنظريات، والعلم ينظر إلى جوانب كثيرة أهمها، الطريقة أو المنهج. وينظر إليه كمضمون أو كنتيجة من حيث القدرة على مواجهة وحل كثير من المشكلات.
مجمل القول أن التنور هنا يعني الحد الأدنى من المعرفة العلمية وإتقان المهارات وتحصيل المعرفة من مصادرها واتخاذ القرارات، وينسب إلى العلم (التنور العلمي) أي أن الدراية والمعرفة ينبغي أن تكون في إطار العلم ووفق أساليبه ومناهجه.

### تطور المفهوم
يستخدم مفهوم التنور في الوقت الحاضر بتوسع، وقد اكتسب أهمية، خاصة سواء في الدول النامية أو الدول المتقدمة، ففي الستينيات من هذا القرن أصبح التنور العلمي Scientific Literacy (S. L.) هدفا رئيسيا في تدريس العلوم، إذ أن المواطن العادي الذي لن يتخذ بالضرورة العلم ميدانيا للتخصص، ولا المهن العلمية عملا للاشتغال، هذا المواطن أصبحت تربيته أو إعداده للمشاركة المثمرة في حياة المجتمع لا تكتمل بدون التنور العلمي (S. L.).
ولقد تعددت وتنوعت التعريفات المختلفة لمصطلح التنور العلمي، وفيما يلي نبذة تاريخية عن تطور المصطلح*
- ففي عام 1958 استخدم " بول هيرد " Paul De Hurd مفهوم التنور، وعرفه بأنه " فهم العلم وتطبيقاته في المجتمع.
- وفي عام 1963 أعد «روبرت كارلتون» Robert Carlton دراسته المسحية عن تحديد المفهوم، ونشرت في مجلة الرابطة القومية لمعلمي العلوم (NSTA). وتوصل إلى أن مفهوم رجال التربية العلمية لمصطلح التنور العلمي يتمثل في الموضوعات ذات الصلة بالعلم والمجتمع في ذلك الوقت.
- وفي عام 1967 طرح «ميلتون بيلا» Milton Pella في دراسة له سؤالا على مائة من رجال التربية عن معني التنور العلمي، وقد تضمنت إجاباتهم، العلاقة بين العلم والمجتمع، والعلم والتكنولوجيا، فهم طبيعة العلم، أخلاقيات العلم، ودور العلم في حياة الإنسان.
- وفي عام 1970، وفي إطار مفهوم التربية العلمية المدرسية لعقد السبعينات حددت الرابطة القومية لمعلمي العلوم National Science (NSTA) Teachers Association الهدف من التربية العلمية في إعداد الفرد المتنور علميا الذي يتصف بالكفاءة والفاعلية في المجتمع.

وأكدت على ضرورة أن يستخدم المفاهيم العلمية والمهارات والقيم فيما يعترضه من مواقف ومشكلات يومية في بيئته، وان يفهم العلاقة المتبادلة بين العلم والتكنولوجيا، وتأثيرها على المجتمع كي يوصف بالتنور.
وتلي ذلك استخدام مسميات أخرى مثل، التنور الأكاديمي Academic Literacy، التنور التكنولوجي Technological Literacy، وعلى المستوى العربي استخدمت مصطلحات، الثقافة العلمية، الوعي العلمي، الثقافة البيولوجية، التنور البيئي، التنور الصحي، التنور الفيزيائي، والتنور الكيميائي.
وبالنظر للتعريفات التي وردت حول التنور العلمي نلحظ وجود اتفاق عام فيما بينها على المعرفة والاتجاهات ومهارات التفكير العلمي كعناصر أساسية للتنور بغض النظر عن التخصص، واتفقت أيضا على أهمية وظيفية هذه العناصر بالنسبة لسلوكيات وتصرفات الفرد إزاء المواقف والمشكلات التي تواجهه في البيئة والمجتمع. بيد أن هناك ثمة فروق بين مصطلحات الثقافة العلمية، الوعي العلمي، والتنور العلمي، والتربية العلمية، وفيما يلي توضيح لهذه الفروق:
الثقافة على عمومها مصطلح يعني الإلمام الشامل الواسع والعميق لمجالات المعرفة المختلفة، والثقافة العلمية هي ميدان فرعي من ميادين الثقافة العامة المتباينة. يرى «اندرسون» Anderson أن مصطلح الثقافة في أي مجال يعني مستويات متنوعة من المعرفة عن هذا المجال، كما يتضمن الاستفادة من هذه المعرفة في حياة الفرد أو توظيفها من اجل جعل حياته وحياة من يحيطون به على نحو أفضل. في حين يحدد «منتاجو» Montagu الثقافة بأنها، «استجابة الإنسان لإشباع حاجاته في ميادين شتي مثل الثقافة الاقتصادية، والدينية، والأخلاقية، والتربوية، والعلمية».
وهذا يعني أن الثقافة العلمية هي أحد فروع الثقافة بوجه عام، وهي ترتبط بالعلوم الطبيعية والبيولوجية على وجه التحديد.
بينما يشير مفهوم الوعي العلمي إلى اكتساب المعلومات وإدراك معني المعرفة وإلي بالبيئة وما يحيط بها، باستخدام هذه المعرفة، فمفهوم الوعي العلمي يختلف عن مفهوم التنور العلمي في أن إلى يقتصر على المستوى الأدنى للجانب الوجداني، ومن ثم قد لا يؤدى إلى تعديل في السلوك، فليس من الضروري أن من يعي شيئا يتصرف وفق هذا إلي، وبالتالي فمفهوم التنور العلمي اشمل واعم من الوعي العلمي. أما مفهوم الثقافة العلمية فيعنى مستويات متنوعة من المعرفة في مجال العلم وبالتالي فالفرق بين التنور العلمي والثقافة العلمية أن الأول هو الحد الأدنى والضروري من الخبرات العلمية اللازمة للمواطنة، بينما الثاني يشير إلى مستوى متقدم من المعارف والمعلومات المرتبطة بميادين العلم.
وبالنسبة لمفهوم التربية العلمية Science Education فهي العملية التي تستهدف تزويد المتعلم بالمعارف والاتجاهات والميول والقيم والمهارات العلمية اللازمة له كي يوصف بالتنور والمسؤولة عن إعداد الفرد المتنور وبالتالي فان التنور العلمي والثقافة العلمية والوعي العلمي هي أهداف تسعي التربية العلمية كعملية إلى تحقيقها.
التنور بوجه عام يعني الطرق والأساليب التي يعبر بها الفرد عن فهمه للعالم، وعن أدوار كينونته فيه، فهو صورة لحياة الفرد تتكامل فيها مكونات اللغة التي يستخدمها مع الأفعال التي يقوم بها، والقيم التي يتبناها، والمعتقدات التي يؤمن بها، والمعارف التي اكتسبها، والاتجاهات والهوايات الاجتماعية التي يتميز بها عن غيره من البشر بصفة عامة، وعن غيره من أبناء ثقافته بصفة خاصة.
ويستخدم لفظ التنور للدلالة على المستوى المعرفي العام، فيعرفه «ورمالد» Wormald 1977 بالتنور الثقافي (C. L.)، ويقصد به، «إحراز مستوى من المعرفة والمهارات تمكن الفرد من التفاعل جيدا مع كل مجالات الحياة».
أما التنور العلمي، فيعرفه «روبا» Rubba 1978 بأنه «قدرة الفرد على قراءة وفهم المعلومات العلمية العادية، وأيضا المجالات العلمية ومعرفته لقدر معين من دور العلم في المجتمع وان يفهم معني الاختراعات».
ويرى " ريتشارد " Reichard 1985، " إن الفرد المتنور علميا ينبغي أن ينال قدرا من التربية العلمية التي تمكنه من فهم الظواهر الطبيعية وأن يتسم بالموضوعية Objective، والتفتح الذهني Open- Minded، والاستفسار Ques- tioning، بالإضافة إلى امتلاك المعرفة والمهارات الخاصة بالاستقصاء التي تمكنه من تفسير المعلومات العلمية المعروضة في الوسائط الجماهيرية (الجرائد، المجلات، التليفزيون).
ويعرفه آخرون بأنه «المعرفة والعادات الذهنية المرتبطة بالعلوم والرياضيات والتكنولوجيا التي يجب أن يحصل عليها كل فرد بعد إتمام الدراسة الابتدائية والثانوية».
ويعرفه البعض الآخر بأنه «معرفة المفاهيم والمبادئ العلمية وطرق التفكير العلمي».
ويعرفه «صابر سليم» 1989 بأنه «قدر من المعارف والمهارات والاتجاهات يتصل بالمشكلات والقضايا العلمية ومهارات التفكير العلمي اللازمة لإعداد الفرد للحياة اليومية التي تواجهه في بيئته ومجتمعه».
بينما حددته الجمعية الأمريكية لتقدم العلوم 1989 American (AAAS) Association for the Advancement of Science، بأنه «يشمل معرفة وفهم المفاهيم الأساسية للعلوم والرياضيات والتكنولوجيا وأساليب التفكير العلمي التي تمكن الفرد من استخدام هذه المعرفة وهذه الأساليب على المستوى الشخصي والاجتماعي، وتحدد مظاهر التنور في المعرفة بالعالم الطبيعي واحترام وحدته والإلمام ببعض المعارف الأساسية في العلوم، والقدرة على استخدام طرق التفكير العلمي واستخدام المعرفة العلمية».
والملاحظ أن معظم التعريفات أكدت على أن التنور العلمي يشمل جانبين:-
الجانب الأول، يرتبط بالمعرفة في المجالات المرتبطة بفروع العلم المختلفة كالفيزياء والأحياء وعلوم الأرض، وقد صنفت هذه المعرفة العلمية إلى حقائق ومفاهيم ونظريات.
الجانب الثاني، يرتبط بسلوك الفرد وتصرفه السليم إزاء مواقف الحياة اليومية وما يرتبط به من اتجاهات ومهارات.
وتجدر الإشارة إلى وجود عددا من الخصائص يمكن استخلاصها من التعريفات التي وردت للمفهوم،
1. صعوبة تحديد المفهوم بشكل مطلق وتحديد مستوياته وتأثره في أي مجتمع بالتطورات العالمية والمحلية.
2. المؤسسات التربوية والتعليمية ليست المسؤولة الوحيدة عن تحقيقه.
3. صعوبة تحقيقه في زمن قصير أو من خلال مقرر واحد أو موضوع واحد.

## مكونات وعناصر التنور العلمي
اعتمدت الآراء والكتابات التربوية في تحديدها لمكونات وعناصر التنور العلمي فيما ينبغي أن يكتسبه ويلم به ويتمكن منه المتعلم كي يصبح مواطنا في المجتمع وفيما يلي بعض من هذه الآراء.
- حدد «شوالتر» Showalter 1974 مكونات التنور العلمي كما يلي:

1. طبيعة العلم Nature of Science.
2. المفاهيم الأساسية للعلم The Key Concepts.
3. عمليات العلم Processes of Science.
4. القيم Values.
5. العلم والمجتمع Science & Society.
6. الميول Interests.

## معايير التنور العلمي
- اكتساب حد أدنى من عناصر الثقافة العلمية في مجالات المعرفة العلمية.
- فهم العلاقة المتبادلة بين العلم والتكنولوجيا والمجتمع وأهمية الدور الاجتماعي للعلم.
- فهم ووعي بالتطبيقات العلمية والتكنولوجية محليا وعالميا.
- إدراك خصائص المعرفة العلمية وطبيعة العلم وقابليتهما للتغير والتطور.
- القدرة علي استخدام أساليب البحث العلمي والاستقصاء.
- الإلمام بالاكتشافات والأفكار العلمية التي كانت نقطة تحول في تاريخ البشرية.
- إدراك المستحدثات العلمية والتكنولوجيا والرجوع إلى مصادر التعلم والمعلومات المختلفة.
- القدرة علي استخدام الأجهزة المتاحة في الحياة اليومية والتعامل مع أجهزة الاتصالات والمعلومات.
- القدرة على التصرف السليم واتخاذ القرارات في حالات الطوارئ وتجنب الأخطار المختلفة.
- امتلاك الاتجاهات العلمية السليمة.
- التحرر من الخرافات والمعتقدات الشائعة والخاطئة.
- تقدير الأعمال والإنجازات التي يقوم بها العلماء وتقدير دورهم في خدمة البشرية.